# 原田慎太郎 (サッカー選手)
原田 慎太郎（はらだ しんたろう、1980年11月8日 - ）は、埼玉県狭山市出身の元サッカー選手。ポジションはMF、DF。

## 来歴
1999年、桐蔭学園を卒業し横浜F・マリノスに入団。オズワルド・アルディレスの下、レギュラーとして活躍し、2000年には1stステージ優勝を果たした。その後、大宮アルディージャ、徳島ヴォルティス、カターレ富山の前身であるアローズ北陸などでプレー。
2007年、トライアウトを経てユナイテッドサッカーリーグ（USL）2部・クリスタルパレス・ボルチモアに入団し、同年のリーグ準ベスト11に選出された。2008年にはベスト11に選出。クラブのイヤーブックの表紙を飾った2009年も、リーグベスト11に選出され、リーグ最優秀ディフェンダー賞候補に挙げられた。
2009年シーズン終了後、イングランド、フットボールリーグ・チャンピオンシップのクリスタル・パレスFCの練習に日本人として初めて招集され、クラブの「もう一人の年間最優秀選手」 に選出された。
3ヶ月半の練習参加 の後、メジャーリーグサッカーに2010年より新規加入するフィラデルフィア・ユニオンの公式サイト上で、注目のトライアウト選手として特集された。
2010年、ピッツバーグ・リバーハウンズSCに入団。同年8月に4年連続となるリーグベスト11、最優秀DF及びリーグ最優秀選手賞（MVP）候補に選出された。2011年、NASL（北米リーグ）創設などのリーグ再編により、USL PRO（USL1部）に所属ディビジョンを移行。ピッツバーグでは2012年までの3シーズンプレー。
2013年、スペイン・セグンダ・ディビシオン所属CEサバデルでの練習参加を経て、オランダ・FCトゥウェンテと提携するUSLデイトン・ダッチ・ライオンズへ移籍。若手が多いクラブ内では模範とされるベテラン選手として頼りにされ、クラブ史上初となるプレーオフ進出に貢献した。
USLのオフ期間を利用し、2013年8月に横浜FC香港へ期限付移籍。2014年1月、移籍期間を満了し、デイトン・ダッチライオンズへ復帰。
2015年2月、同年よりUSLに新加入したコロラドスプリングス・スイッチバックスFCへ完全移籍。新規参入クラブを牽引するベテラン選手として監督から称賛された。6月、日本人として初めてUSL1部100試合出場を達成した。
2017年に現役を引退。同年7月よりFC東京強化部に加入。
2019年2月より大宮アルディージャ強化部。
2023年5月、SC相模原のフットボールオペレーション部テクニカルダイレクター就任を発表。

## 所属クラブ
- 1996年 - 1998年  桐蔭学園高等学校[2]
- 1999年 - 2001年  横浜F・マリノス[2]
- 2002年  大宮アルディージャ[2]
- 2003年 - 2005年  大塚製薬サッカー部 / 徳島ヴォルティス[注 1][2]
  - 2005年7月 - 2006年1月  アローズ北陸 (期限付き移籍[3])
- 2006年  アローズ北陸[2]
- 2007年 - 2009年  クリスタルパレス・ボルチモア（英語版）
- 2010年 - 2013年  ピッツバーグ・リバーハウンズ
- 2013年 - 2014年  デイトン・ダッチ・ライオンズ（英語版）
  - 2013年8月 - 2014年1月  横浜FC香港 (期限付き移籍)
- 2015年2月 - 2016年  コロラドスプリングス・スイッチバックスFC

## 個人成績
| 国内大会個人成績 | 国内大会個人成績      | 国内大会個人成績 | 国内大会個人成績 | 国内大会個人成績 | 国内大会個人成績 | 国内大会個人成績 | 国内大会個人成績 | 国内大会個人成績 | 国内大会個人成績 | 国内大会個人成績 | 国内大会個人成績 |
| 年度             | クラブ                | 背番号           | リーグ           | リーグ戦         | リーグ戦         | リーグ杯         | リーグ杯         | オープン杯       | オープン杯       | 期間通算         | 期間通算         |
| 年度             | クラブ                | 背番号           | リーグ           | 出場             | 得点             | 出場             | 得点             | 出場             | 得点             | 出場             | 得点             |
| 日本             | 日本                  | 日本             | 日本             | リーグ戦         | リーグ戦         | リーグ杯         | リーグ杯         | 天皇杯           | 天皇杯           | 期間通算         | 期間通算         |
| ---------------- | --------------------- | ---------------- | ---------------- | ---------------- | ---------------- | ---------------- | ---------------- | ---------------- | ---------------- | ---------------- | ---------------- |
| 1999             | 横浜FM                | 25               | J1               | 0                | 0                | 1                | 0                | 0                | 0                | 1                | 0                |
| 2000             | 横浜FM                | 24               | J1               | 16               | 1                | 2                | 0                | 0                | 0                | 18               | 1                |
| 2001             | 横浜FM                | 12               | J1               | 0                | 0                | 0                | 0                | 0                | 0                | 0                | 0                |
| 2002             | 大宮                  | 28               | J2               | 2                | 0                | -                | -                | 0                | 0                | 2                | 0                |
| 2003             | 大塚製薬              | 14               | JFL              | 27               | 1                | -                | -                | 3                | 0                | 30               | 1                |
| 2004             | 大塚製薬              | 7                | JFL              | 22               | 2                | -                | -                | 1                | 0                | 23               | 2                |
| 2005             | 徳島                  | 7                | J2               | 2                | 0                | -                | -                | -                | -                | 2                | 0                |
| 2005             | 北陸                  | 24               | JFL              | 11               | 0                | -                | -                | 3                | 0                | 14               | 0                |
| 2006             | 北陸                  | 8                | JFL              | 27               | 0                | -                | -                | -                | -                | 27               | 0                |
| アメリカ         | アメリカ              | アメリカ         | アメリカ         | リーグ戦         | リーグ戦         | リーグ杯         | リーグ杯         | USオープン杯     | USオープン杯     | 期間通算         | 期間通算         |
| 2007             | ボルチモア            | 21               | USL2部           | 20               | 0                | -                | -                | 1                | 0                | 21               | 0                |
| 2008             | ボルチモア            | 21               | USL2部           | 21               | 2                | -                | -                | 4                | 0                | 25               | 2                |
| 2009             | ボルチモア            | 21               | USL2部           | 19               | 0                | -                | -                | 1                | 0                | 20               | 0                |
| 2010             | ピッツバーグ          | 21               | USL2部           | 17               | 0                | -                | -                | 2                | 0                | 19               | 0                |
| 2011             | ピッツバーグ          | 21               | USL PRO          | 19               | 3                | -                | -                | 2                | 0                | 21               | 3                |
| 2012             | ピッツバーグ          | 21               | USL PRO          | 21               | 1                | -                | -                | 0                | 0                | 21               | 1                |
| 2013             | デイトン              | 21               | USL PRO          | 25               | 1                | -                | -                | 1                | 0                | 26               | 1                |
| 香港             | 香港                  | 香港             | 香港             | リーグ戦         | リーグ戦         | リーグ杯         | リーグ杯         | FA杯             | FA杯             | 期間通算         | 期間通算         |
| 2013-14          | 横浜FC香港            | 21               | 香港甲組         | 6                | 1                | -                | -                | 0                | 0                | 5                | 0                |
| アメリカ         | アメリカ              | アメリカ         | アメリカ         | リーグ戦         | リーグ戦         | リーグ杯         | リーグ杯         | USオープン杯     | USオープン杯     | 期間通算         | 期間通算         |
| 2014             | デイトン              | 21               | USL PRO          | 25               | 1                | -                | -                | 1                | 0                | 26               | 1                |
| 2015             | コロラド スプリングス | 21               | USL              | 28               | 2                | -                | -                | 2                | 0                | 30               | 2                |
| 2016             | コロラド スプリングス | 21               | USL              | 7                | 0                | -                | -                | 1                | 0                | 8                | 0                |
| 通算             | 日本                  | 日本             | J1               | 16               | 1                | 3                | 0                | 0                | 0                | 19               | 1                |
| 通算             | 日本                  | 日本             | J2               | 4                | 0                | -                | -                | 0                | 0                | 4                | 0                |
| 通算             | 日本                  | 日本             | JFL              | 87               | 3                | -                | -                | 7                | 0                | 94               | 3                |
| 通算             | アメリカ              | アメリカ         | USL2 / USL PRO   | 202              | 10               | -                | -                | 15               | 0                | 217              | 10               |
| 通算             | 香港                  | 香港             | 甲組             | 6                | 1                | -                | -                | 0                | 0                | 6                | 1                |
| 総通算           | 総通算                | 総通算           | 総通算           | 315              | 14               | 3                | 0                | 22               | 0                | 340              | 14               |

その他の公式戦
- 2013年：香港シニアシールド - 1試合0得点

出場歴
- 2000年3月18日：J1初出場 - 1st第2節 vs清水エスパルス (日本平スタジアム)
- 2000年11月8日：J1初得点 - 2nd第11節 vsヴィッセル神戸 (神戸総合運動公園ユニバー記念競技場)
- 2011年4月09日：USL1部初出場 - 第1節 vsリッチモンド・キッカーズ (シティ・スタジアム)
- 2011年4月23日：USL1部初得点 - 第2節 vsハリスバーグシティ・アイランダーズ (シャルティエズ・バレー・ハイスクール・スタジアム)
- 2013年10月19日：香港甲組初出場 - 第6節 vs傑志 (将軍澳運動場)
- 2014年1月24日：香港甲組初得点 - 第11節 vs元朗FC (将軍澳運動場)

## 指導歴
- プライドSC アシスタントコーチ
- 2017年7月 - 2018年  FC東京 強化部
- 2019年  大宮アルディージャ 強化部
- 2023年5月 - 2024年  SC相模原 フットボールオペレーション部 テクニカルダイレクター
- 2025年 -  湘南ベルマーレ 普及部コーチ